# 1062

## Родени
- Никифор Вриений, византийски историк и политик